# Escheberg
Escheberg ist ein Stadtteil von Zierenberg im nordhessischen Landkreis Kassel.

## Geographische Lage
Das kleine Dorf Escheberg liegt im Norden des Habichtswälder Berglands knapp 5 km nordwestlich der Zierenberger Kernstadt und etwa 850 m südöstlich der Kuppe des Eschebergs, der mit 448,9 m ü. NHN höchsten Erhebung des Malsburger Waldes.
Durch Escheberg führt die von der Landesstraße 3080 (Breuna−Oberlistingen) nach Süden führende Kreisstraße 88, an die sich östlich des Orts die Kreisstraße 87 (Laar−Oberelsungen) anschließt.

## Geschichte

### Ortsgeschichte
Die älteste bekannte schriftliche Erwähnung von Escheberg erfolgte unter dem Namen Eskeberge in pago Hassia im Jahr 1019 in einer Urkunde des Klosters Kaufungen. Der Ort war Stammsitz des vom 13. bis ins 15. Jahrhundert bestehenden niederadligen Geschlechts derer von Escheberg. 
Die Gemeinde Escheberg  entstand am 30. September 1928 aus dem gleichnamigen Gutsbezirk. Im Zuge der Gebietsreform in Hessen wurde die Gemeinde Escheberg auf freiwilliger Basis am 31. Dezember 1970 in die Stadt Zierenberg eingemeindet. Ein Ortsbezirk nach der Hessischen Gemeindeordnung wurde nicht errichtet.

### Verwaltungsgeschichte im Überblick
Die folgende Liste zeigt die Staaten und Verwaltungseinheiten, in denen Escheberg lag:
- 1787: Heiliges Römisches Reich, Landgrafschaft Hessen-Kassel, Amt Zierenberg
- ab 1806: Landgrafschaft Hessen-Kassel, Amt Zierenberg
- 1807–1813: Königreich Westphalen, Departement der Fulda, Distrikt Kassel, Kanton Zierenberg
- ab 1815: Kurfürstentum Hessen, Amt Zierenberg[6]
- ab 1821: Kurfürstentum Hessen, Provinz Niederhessen, Kreis Wolfhagen[7]
- ab 1848: Kurfürstentum Hessen, Bezirk Kassel
- ab 1851: Kurfürstentum Hessen, Provinz Niederhessen, Kreis Wolfhagen
- ab 1866: Königreich Preußen, Provinz Hessen-Nassau, Regierungsbezirk Kassel, Kreis Wolfhagen
- ab 1871: Deutsches Reich, Königreich Preußen, Provinz Hessen-Nassau, Regierungsbezirk Kassel, Kreis Wolfhagen
- ab 1918: Deutsches Reich, Freistaat Preußen, Provinz Hessen-Nassau, Regierungsbezirk Kassel, Kreis Wolfhagen
- ab 1944: Deutsches Reich, Freistaat Preußen, Provinz Kurhessen, Landkreis Wolfhagen
- ab 1945: Amerikanische Besatzungszone, Groß-Hessen, Regierungsbezirk Kassel, Landkreis Wolfhagen
- ab 1946: Amerikanische Besatzungszone, Hessen, Regierungsbezirk Kassel, Landkreis Wolfhagen
- ab 1949: Bundesrepublik Deutschland, Hessen, Regierungsbezirk Kassel, Landkreis Wolfhagen
- ab 1972: Bundesrepublik Deutschland, Hessen, Regierungsbezirk Kassel, Landkreis Kassel

## Bevölkerung

### Einwohnerstruktur 2011
Nach den Erhebungen des Zensus 2011 lebten am Stichtag 9. Mai 2011 in Escheberg 33 Einwohner. Darunter waren keine Ausländer.
Nach dem Lebensalter waren 9 Einwohner unter 18 Jahren, 15 zwischen 18 und 49, 6 zwischen 50 und 64 und 3 Einwohner waren älter. Die Einwohner lebten in 15 Haushalten. Davon waren 6 Singlehaushalte, 3 Paare ohne Kinder und 6 Paare mit Kindern, sowie keine Alleinerziehende und keine Wohngemeinschaften. In 3 Haushalten lebten ausschließlich Senioren und in 12 Haushaltungen lebten keine Senioren.

### Einwohnerentwicklung
| Burghasungen: Einwohnerzahlen von 1834 bis 2021 | Burghasungen: Einwohnerzahlen von 1834 bis 2021 | Burghasungen: Einwohnerzahlen von 1834 bis 2021 | Burghasungen: Einwohnerzahlen von 1834 bis 2021 | Burghasungen: Einwohnerzahlen von 1834 bis 2021 |
| --- | ----------------------------------------------- | ----------------------------------------------- | ----------------------------------------------- | ----------------------------------------------- |
| Jahr |                                                 |                                                 |                                                 | Einwohner                                       |
| 1834 | 1834                                            |                                                 | 93                                              | 93                                              |
| 1840 | 1840                                            |                                                 | 92                                              | 92                                              |
| 1846 | 1846                                            |                                                 | 72                                              | 72                                              |
| 1852 | 1852                                            |                                                 | 66                                              | 66                                              |
| 1858 | 1858                                            |                                                 | 61                                              | 61                                              |
| 1864 | 1864                                            |                                                 | 60                                              | 60                                              |
| 1871 | 1871                                            |                                                 | 70                                              | 70                                              |
| 1875 | 1875                                            |                                                 | 71                                              | 71                                              |
| 1885 | 1885                                            |                                                 | 63                                              | 63                                              |
| 1895 | 1895                                            |                                                 | 53                                              | 53                                              |
| 1905 | 1905                                            |                                                 | 58                                              | 58                                              |
| 1910 | 1910                                            |                                                 | 87                                              | 87                                              |
| 1925 | 1925                                            |                                                 | 103                                             | 103                                             |
| 1939 | 1939                                            |                                                 | 81                                              | 81                                              |
| 1946 | 1946                                            |                                                 | 187                                             | 187                                             |
| 1950 | 1950                                            |                                                 | 164                                             | 164                                             |
| 1956 | 1956                                            |                                                 | 120                                             | 120                                             |
| 1961 | 1961                                            |                                                 | 86                                              | 86                                              |
| 1967 | 1967                                            |                                                 | 47                                              | 47                                              |
| 1970 | 1970                                            |                                                 | 71                                              | 71                                              |
| 1980 | 1980                                            |                                                 | ?                                               | ?                                               |
| 1990 | 1990                                            |                                                 | ?                                               | ?                                               |
| 2000 | 2000                                            |                                                 | ?                                               | ?                                               |
| 2011 | 2011                                            |                                                 | 33                                              | 33                                              |
| 2015 | 2015                                            |                                                 | 24                                              | 24                                              |
| 2021 | 2021                                            |                                                 | 35                                              | 35                                              |
| Datenquelle: Historisches Gemeindeverzeichnis für Hessen: Die Bevölkerung der Gemeinden 1834 bis 1967. Wiesbaden: Hessisches Statistisches Landesamt, 1968. Weitere Quellen: bis 1970; Stadt Zierenberg; Zensus 2011 |                                                 |                                                 |                                                 |                                                 |

### Historische Religionszugehörigkeit
| Quelle: Historisches Ortslexikon |                                                                   |
| • 1834:                          | 54 evangelische (= 85,71 %), 9 katholische (= 14,28 %) Einwohner  |
| • 1961:                          | 63 evangelische (= 73,26 %), 19 katholische (= 22,09 %) Einwohner |

## Kultur und Sehenswürdigkeiten

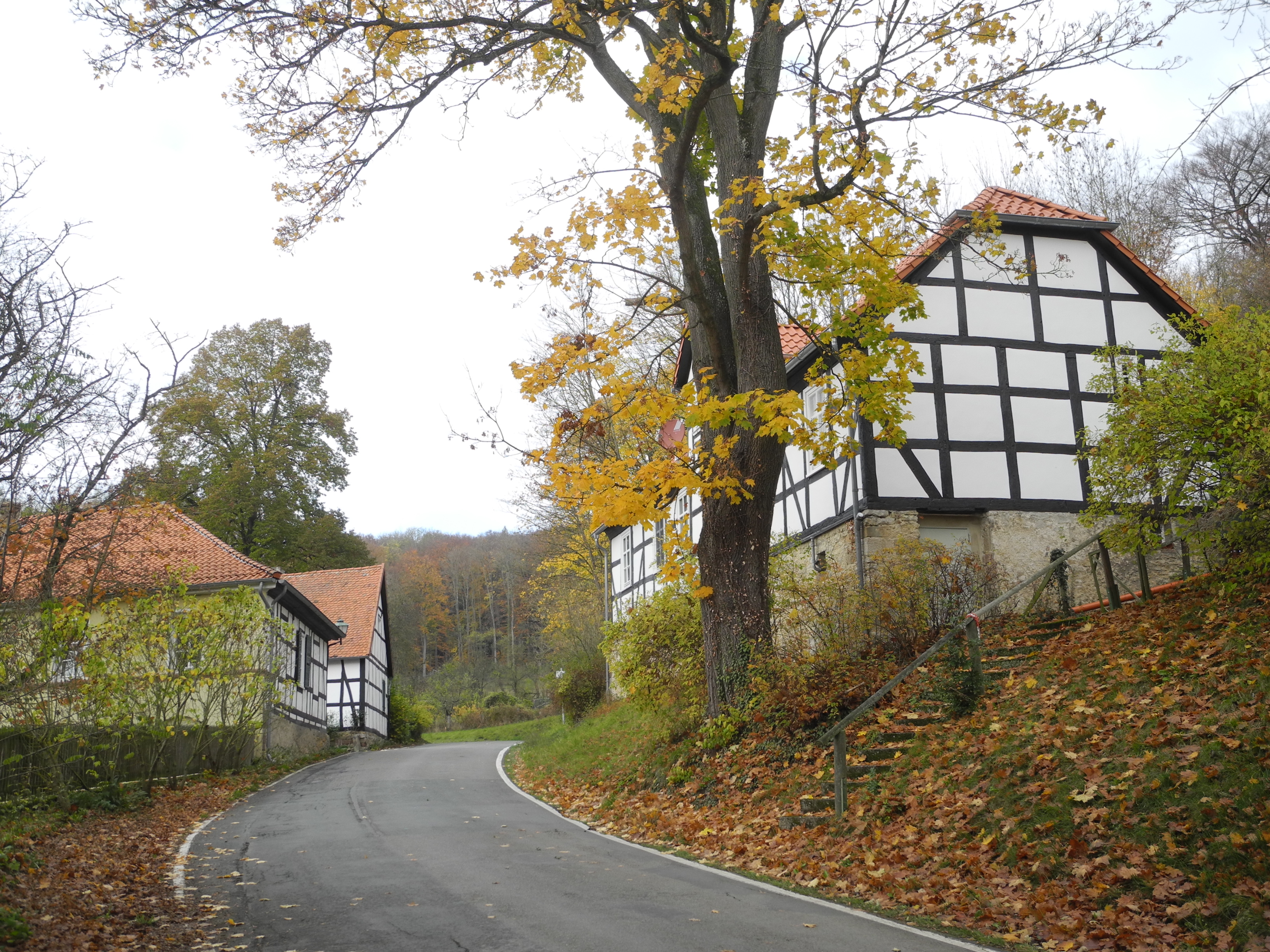
Kreisstraße 88 in Escheberg (2019)

Escheberg besteht im Wesentlichen aus einem Gutshof im Fachwerkstil und einem kleineren Wirtschaftshof. Dieser ist durch eine ehemalige Orangerie mit einem im englischen Stil angelegten Schlosspark verbunden. Der Park ist öffentlich zugänglich. Zudem gibt es einen 18-Loch-Golfplatz.
Das im Jahr 1530 im gotischen Stil erbaute Schloss Escheberg ging aus einem im Fachwerkstil errichteten Gutshaus hervor. Das Schloss befindet sich im Privatbesitz der Familie von der Malsburg und kann nicht besichtigt werden.
Zur Zeit der Romantik, in der ersten Hälfte des 19. Jahrhunderts, war das Schloss kulturelle Begegnungsstätte zahlreicher Dichter, Maler und Musiker. Der Lyriker Emanuel Geibel begann auf dem Weg zum Schloss, im Jahr 1841, das bekannte Gedicht „Der Mai ist gekommen...“ zu verfassen.
In der kleinen Schlosskapelle wird in der Regel an jedem ersten Sonntag im Monat ein Gottesdienst gefeiert. Gottesdienstbeginn ist 16:30 Uhr. Gottesdienste sind auch an Heiligabend, am zweiten Weihnachtsfeiertag und am zweiten Osterfeiertag. Die Gottesdienste sind öffentlich. Die evangelischen Bewohner des Dorfes werden von der Pfarrstelle Breuna aus betreut.

## Persönlichkeiten
Persönlichkeiten, die mit Escheberg in Verbindung stehen/standen:
- Ernst Friedrich von der Malsburg (1786–1824), Dichter, Übersetzer und Diplomat
- Karl-Otto von der Malsburg (1790–1855), Gutsbesitzer und Mäzen
- Bernhard Weinberg (1815–1877), geboren in Escheberg, Unternehmer, Teilhaber der Farbwarengroßhandlung Leopold Cassella & Co.
- Hans von der Malsburg (1831–1908), Politiker
- Emanuel Geibel (1815–1884), Dichter